# Cantors fransfingerödla
Cantors fransfingerödla (Acanthodactylus cantoris) är en ödleart som tillhör släktet fransfingerödlor och familjen egentliga ödlor (Lacertidae). Den förekommer i västra Sydasien, i nordvästra Indien, södra, östra och norra Pakistan, sydöstra Iran (provinsen Sistan och Baluchistan) och östra Afghanistan (Kabulflodens floddal). Artens livsmiljö är sandiga låglänta områden med gles busk- och gräsvegetation. Den hittas från kusttrakterna och upp till cirka 300 meter över havet.
Arten har en kroppslängd (nos till kloak) på cirka 7 centimeter. Svansens längd är cirka 15 centimeter. Ödlorna gräver hålor i kompakt sand mellan rötterna under buskar. Honorna lägger 2–4 ägg per kull och äggen kläcks inom tre veckor.
Dess artepitet, cantoris, hedrar Theodore Edward Cantor (1809-1860), en dansk läkare, zoolog och botaniker som arbetade för det Brittiska ostindiska kompaniet i Asien.